# Сарумян, Сергей Амаякович
Серж Амаякович Сарумян (род. 1950, Степанакерт, НКАО, Азербайджанская ССР — умер 20.08. 2023, Москва, РФ) армянский и российский художник-экспрессионист.

## Биография
Родился в августе 1950 года в село Хачен (недалеко от Степанакерта). В 1967 году переехал в г. Ереван. В Ереване посещал художественную студию. Окончил Ереванский художественно-театральный институт. В 1981 году переехал в Москву.
Сергей Сарумян за время творчества участвовал во многих выставках, включая всесоюзные и международные.
Работы Сарумяна находятся в частных коллекциях России, Армении, США, Монголии, Шотландии, Германии, в Люксембурге, Кубы.

## Выставки
| - Персональная выставка в Москве, октябрь-ноябрь 1995 - Выставки «Незнакомка», «Пероцветы» в Арт-Центре «Верь», апрель 1998 - Персональная выставка в галерее «Варшавка», май 1998 - Персональная выставка в ЦДХ, август 1998 - Персональная выставка в РАО «Газпром», 1998 - Пвыставканая выставка в ЦДХ, февраль 1999 - Выставки "Арарат и Нвыставкалерее на Песчаной, 1999 - Групповая выставки в культурвыставкаре Словении, ноябрь 1999 - Групповая выставки в гостинице «Редиссон Словянская», август-сентябрь 2000 - Персональная выставка в ЦДХ, сентябрь-октябрь 2000 - Выставка МОСХ России на Беговой,7/9 «Обнаженка», март 2001 - Персональная выставка в киноцентре «Ролан», февраль-март 2001 - Персональная выставка в выставкавского Дома Национальности, апрель 2001 - Выставки на Кувыставкамосту 20 «Малые формы», эстамп июнь 2001 - Выставки в Музее Современной истории России, март-сентябрь 2001 и 2002 - Персональная выставка «Новый Манеж», август 2001 - Рождественской выставки на Беговой 7/9 МОСХ, декабрь 2001 | - Персональная выставка в ЦДХ, сентябрь 2001 - Персональная выставка в Российском Доме в Москве, декабрь 2001 и январь 2002 - Выставки на Беговой 7/9, МОСХ. Армянские художники МОСХа посвящают к 1700-летию принятия Христианства как государственной религии в Армении, 2002 - Персональная выставка ко дню города на Беговой 7/9, МОСХ, август 2002 - Персональная выставка в Германии, Бавария г. Инольштат, июнь 2002 - Выставки «Художники Московского плаката», Кузнецкий мост д. 11, сентябрь-октябрь 2002 - Выставка «Золотая Кисть», Новый Манеж, 2002-2003-2005 гг - Выставка в Российско-Немецком Доме в Москве, март 2003 - Групповая выставка в ЦДХ, август 200выставкарсональная выставка в МОСХе, Беговая 7/9, август 2005 - Выставка «Московский Эстамп» Кузнецкий мост д. 20, выставка 2003 - Выставка в галерее «А», ноябрь 2003 - Групповой выставки в ЦДХ, с декабря 2003 по 2004 | - Персональная выставка в Германии в г. Галле в галерее «Виартис», декабрь 2003-февраль 2004 - Персональная выставка на Кипре, осень 2002 - Персональная выставка в гостинице «Арарат-Хаят», февраль 2004 - Персональная выставка в офисе компании ООО «АГФА», март 2004 - Персональная выставка в галерее «А», сентябрь 2004 - Персональная выставка в итальянском клубе «Ангеликос», лето-осень 2004 - Персональная выставка в Люксембурге, январь 2005 - Юбилейная выставка 60 лет Победы в ЦДХ, май 2005 - Выставка в Московском Институте, апрель 2004 - Персональная выставка в галерее «Багира» в Москве, август 2005 - Выставки ко Дню Города на Беговой 7/9, сентябрь 2005 - XIV Международный рождественский фестиваль по благословению святейшего Патриарха Московского и Всея Руси Алексия II , в театре Анатолия Васильева, г. Москва, художники МОСХа январь 2006 г. - Выставка «Национальная палата искусств» в ЦДХ «12 месяцев», январь 2006 - Персональная выставка в театре «Геликон-Опера», январь 2006 - Персональная выставка в итальянском клубе-ресторане «Пьементе», март 2006 |

## Произведения
- Нежность, Масло.
- Мы, 1998. Масло.
- Распятие, 1998. Масло.
- Апостолы в Армении, 2001. Масло.
- Белое солнце в пустыне, 2001. Масло.
- Древний мост, 2001. Масло.
- Ожидание, 2001. Масло.
- Поцелуй Иуды, 2001. Масло.
- Русский север, 2001. Масло.
- Спящая Венера, 2001. Масло.
- Утро, 2001. Масло.
- Вечер, 2001. Масло.
- Вид на Арарат, 2001. Масло.
- Церковь в Карабахе, 2001. Масло.